# Пилагс, Эдмунд
Э́дмунд(c) Пи́лагс (латыш. Edmunds Pīlāgs; 7 июня 1927, Рига — 21 мая 1995, Рига) — советский латвийский легкоатлет, бегун на средние дистанции, чемпион и призёр чемпионатов СССР, участник летних Олимпийских игр 1952 года в Хельсинки. 5-кратный рекордсмен СССР в эстафете 4×400 метров, 9-кратный чемпион Латвии (бег на 400 м и эстафета), 14-кратный рекордсмен Латвии в беге на 400, 800 метров и эстафете.

## Олимпиада
На Олимпийских играх 1952 года представлял СССР в беге на 400 метров и эстафете 4×400 метров. В первой дисциплине на предварительной стадии Пилагс показал результат 49,29 сек, которого оказалось недостаточно для попадания в финальный забег. В эстафете, кроме Пилагса, страну представляли Ардалион Игнатьев, Геннадий Слепнёв и Юрий Литуев. Команда показала результат 3:12.65 и также выбыла из борьбы за медали.

## Выступления на чемпионатах СССР
- Чемпионат СССР по лёгкой атлетике 1951 года:
  - Бег на 400 метров —  (48,8);
- Чемпионат СССР по лёгкой атлетике 1952 года:
  - Бег на 400 метров —  (49,2);
  - Эстафета 4×400 метров —  (Профсоюзы-I, 3.17,2);
- Чемпионат СССР по лёгкой атлетике 1953 года:
  - Бег на 400 метров —  (48,1);
- Чемпионат СССР по лёгкой атлетике 1954 года:
  - Бег на 400 метров —  (48,3);